# Конкурс молодых музыкантов «Евровидение-2022»
Евровидение для молодых музыкантов 2022 (фр. Concours Eurovision des jeunes musiciens 2022) — 20-й юбилейный конкурс молодых музыкантов «Евровидение». Изначально конкурс должен был состояться 21 июня 2020 года в Загребе, Хорватия, чтобы совпасть со Всемирным днём музыки, но из-за пандемии COVID-19 конкурс был перенесён на неопределённый срок. 3 февраля 2022 года норвежская телерадиокомпания «NRK» подтвердила, что предстоящий выпуск состоится во французском городе Монпелье 23 июля 2022 года.

## Место проведения
«Евровидение для молодых музыкантов 2022» состоялось во французском городе Монпелье 23 июля 2022 года.

## Формат

### Ведущие
28 марта 2022 года канал Culturebox объявил в социальных сетях, что драматург Джудит Чейн будет ведущей двадцатого выпуска конкурса. Она известна тем, что с 2018 года представляла музыкальные фестивали с 2019 года, а с 2007 года работает на радиостанции France Musique. 26 Июня 2022 года было объявлено, что Винсент Дельбуше присоединится к конкурсу в качестве соведущего. Бельгийка по происхождению Дельбушайе — радиоведущая Musiq’3, классической радиостанции франкоязычной телекомпании RTBF.

### Жюри
5 июля 2022 года France Télévisions объявила состав жюри конкурса. В состав жюри финала входят:
- Муза Рубацките — литовская пианистка и председатель жюри
- Нора Сисмонди — швейцарская гобоистка
- Жан-Пьер Руссо — директор фестиваля Radio France Montpellier
- Кристиан-Пьер Ла Марка — французский виолончелист
- Теди Папаврами — албанский скрипач

## Участники
Окончательный список стран-участниц был опубликован 21 февраля 2022 года, где значилось 8 стран, что является самым низким количеством участвующих стран с 1984 года.

### Финал
| № | Страна                   | Исполнитель                   | Инструмент | Произведение (композитор)                                                       | Результат |
| - | ------------------------ | ----------------------------- | ---------- | ------------------------------------------------------------------------------- | --------- |
| 1 | Хорватия                 | Иван Петрович-Поляк           | Фортепиано | Piano Concerto No. 1 in E flat minor (Ференц Лист)                              | —         |
| 2 | Франция (страна-хозяйка) | Максим Гризар                 | Скрипка    | Concerto for cello (Антонин Дворжак)                                            | —         |
| 3 | Польша                   | Милена Пиорунская             | Скрипка    | Violin Concerto No. 2 in D minor (Генрик Венявский)                             | —         |
| 4 | Германия                 | Филипп Скаполеос              | Виолончель | Pezzo Capriccioso op.62 (Пётр Чайковский)                                       | 2         |
| 5 | Австрия                  | Александр Светницкий-Эренрайх | Кларнет    | 3rd mvt from Concerto No. 2 for clarinet in E flat major (Карл Мария фон Вебер) | —         |
| 6 | Норвегия                 | Альма Серафин Краггеруд       | Скрипка    | Introduction and Rondo Capriccioso op.28 (Камиль Сен-Санс)                      | 3         |
| 7 | Бельгия                  | Таиз Дефорд                   | Виолончель | 1st mvt from Cello concerto in E minor op.85 (Эдвард Элгар)                     | —         |
| 8 | Швеция                   | Лукас Флинк                   | Тромбон    | 1st mvt from Trombone Concerto (Анри Томази)                                    | —         |
| 9 | Чехия                    | Даниэль Матейча               | Скрипка    | 3rd and 4th mvt Violin Concerto No. 1 (Дмитрий Шостакович)                      | 1         |

## Другие страны
Чтобы страна имела право на потенциальное участие в конкурсе, она должна быть активным членом Европейского вещательного союза (ЕВС). Неизвестно, выдаёт ли ЕВС приглашения на участие всем 56 активным членам, как это делается для «Евровидения» и «Детского Евровидения».

### Несостоявшийся дебют

#### Активные члены ЕВС
- Уэльс — 4 февраля 2022 года валлийский телевещатель «S4C» подтвердил в своём Twitter-аккаунте, что Уэльс не дебютирует на «Евровидении для молодых музыкантов 2022» и не вернётся на «Детское Евровидение — 2022»[11].

### Отказ

#### Активные члены ЕВС
- Албания — вещатель никак не прокомментировал участие или неучастие в конкурсе. В итоге страна не значилась в списке участников. Последнее участие страны было в 2018 году.
- Армения — вещатель никак не прокомментировал участие или неучастие в конкурсе. В итоге страна не значилась в списке участников. Последнее участие страны было в 2012 году.
- Босния и Герцеговина — 4 марта 2022 года было объявлено, что радиостанции BHRT грозит закрытие после того, как банковские счета радиостанции были заблокированы, что, кроме того, привело к банкротству радиостанции. Кроме того, с декабря 2016 года радиостанция была исключена из всех предложений из-за непогашенных платежей.[12] Последнее участие страны было в 2012 году.
- Болгария — 17 февраля 2022 года BNT объявила, что в 2022 году страна не будет участвовать в конкурсе. Однако радиостанция не назвала точной причины для этого.[13] Последнее участие страны было в 2006 году.
- Великобритания — вещатель никак не прокомментировал участие или неучастие в конкурсе. В итоге страна не значилась в списке участников. Последнее участие страны было в 2018 году.
- Венгрия — вещатель никак не прокомментировал участие или неучастие в конкурсе. В итоге страна не значилась в списке участников. Последнее участие страны было в 2018 году.
- Греция — страна изначально подтвердила участие в конкурсе 2020 года, однако в конечном списке участников страна не значилась. Последнее участие страны было в 2018 году.
- Грузия — вещатель никак не прокомментировал участие или неучастие в конкурсе. В итоге страна не значилась в списке участников. Последнее участие страны было в 2012 году.
- Дания — 15 февраля 2022 года DR объявила, что Дания не будет участвовать в конкурсе и в 2022 году. Причина не указана. Последнее участие страны было в 2004 году.
- Израиль — вещатель никак не прокомментировал участие или неучастие в конкурсе. В итоге страна не значилась в списке участников. Последнее участие страны было в 2018 году.
- Ирландия — вещатель никак не прокомментировал участие или неучастие в конкурсе. В итоге страна не значилась в списке участников. Последнее участие страны было в 2000 году.
- Испания — В апреле 2020 года RTVE подтвердили свое намерение участвовать в будущем конкурсе молодых музыкантов Евровидения после того, как не смогли вовремя подтвердить свое участие в конкурсе 2020 года.[14] Тем не менее, Испания не появилась в окончательном списке, опубликованном 21 февраля.
- Италия — вещатель никак не прокомментировал участие или неучастие в конкурсе. В итоге страна не значилась в списке участников. Последнее участие страны было в 2002 году.
- Кипр — вещатель никак не прокомментировал участие или неучастие в конкурсе. В итоге страна не значилась в списке участников. Последнее участие страны было в 2012 году.
- Латвия — вещатель никак не прокомментировал участие или неучастие в конкурсе. В итоге страна не значилась в списке участников. Последнее участие страны было в 2002 году.
- Литва — вещатель никак не прокомментировал участие или неучастие в конкурсе. В итоге страна не значилась в списке участников. Последнее участие страны было в 1994 году.
- Мальта — страна изначально подтвердила участие в конкурсе 2020 года, однако в конечном списке участников страна не значилась. Последнее участие страны было в 2018 году.
- Молдавия — вещатель никак не прокомментировал участие или неучастие в конкурсе. В итоге страна не значилась в списке участников. Последнее участие страны было в 2014 году.
- Нидерланды — вещатель никак не прокомментировал участие или неучастие в конкурсе. В итоге страна не значилась в списке участников. Последнее участие страны было в 2014 году.
- Португалия — вещатель никак не прокомментировал участие или неучастие в конкурсе. В итоге страна не значилась в списке участников. Последнее участие страны было в 2016 году.
- Румыния — вещатель никак не прокомментировал участие или неучастие в конкурсе. В итоге страна не значилась в списке участников. Последнее участие страны было в 2012 году.
- Сан-Марино — 5 февраля 2022 года «SMRTV» подтвердили, что Сан-Марино не примет участие в конкурсе[15].
- Северная Македония — вещатель никак не прокомментировал участие или неучастие в конкурсе. В итоге страна не значилась в списке участников. Последнее участие страны было в 1994 году.
- Сербия — вещатель никак не прокомментировал участие или неучастие в конкурсе. В итоге страна не значилась в списке участников. Последнее участие страны было в 2010 году.
- Словакия — вещатель никак не прокомментировал участие или неучастие в конкурсе. В итоге страна не значилась в списке участников. Последнее участие страны было в 2000 году.
- Словения — 5 февраля 2022 года словенский телевещатель «RTVSLO» подтвердил, что они не примут участие в конкурсе из-за финансовых проблем[16].
- Украина — страна изначально подтвердила участие в конкурсе 2020 года, однако в конечном списке участников страна не значилась.
- Финляндия — вещатель никак не прокомментировал участие или неучастие в конкурсе. В итоге страна не значилась в списке участников. Последнее участие страны было в 2010 году.
- Швейцария —17 февраля 2022 года SRG объявила, что Швейцария не будет участвовать в Евровидении молодых музыкантов 2022 года, поскольку четыре вещателя SRG отказались участвовать.[17]
- Эстония — страна изначально подтвердила участие в конкурсе 2020 года, однако в конечном списке участников страна не значилась. Последнее участие страны было в 2018 году.

#### Не являются членом ЕВС
- Белоруссия — 1 июля 2021 года ЕВС прекратил членство Белорусского государственного телевидения в Белорусская теле-радио Кампания (BTRC), что сделало участие в конкурсе невозможным.[18]
- Россия — России не было в списке участников на 2022 год, кроме того, российские вещатели отказались от участия в ЕВС в ответ на исключение России из ЕВС 2022 года.

## Вещание
Следующие страны, перечисленные в порядке дат вещания, подтвердили, что они будут транслировать конкурс вместе с датами графиков вещания.
| Страна   | Вещатель       | Дата            |
| -------- | -------------- | --------------- |
| Франция  | France Musique | 23 июля 2022 г. |
| Франция  | France 4       | 23 июля 2022 г. |
| Бельгия  | La Trois       | 23 июля 2022 г. |
| Бельгия  | Musiq’3        | 23 июля 2022 г. |
| Австрия  | ORF 2          | 24 июля 2022 г. |
| Германия | WDR Fernsehen  | 24 июля 2022 г. |